# Spinopeplus conradi
Spinopeplus conradi är en insektsart som först beskrevs av Giglio-Tos  1898.  Spinopeplus conradi ingår i släktet Spinopeplus och familjen Diapheromeridae. Inga underarter finns listade i Catalogue of Life.